# Mes de Sensibilización sobre el Cáncer de Mama
El Mes de Sensibilización sobre el Cáncer de Mama se celebra cada mes de octubre desde su proclamación en 1985 por la American Cancer Society y la empresa Imperial Chemical Industries

## Proclamación
El Mes de Sensibilización sobre el Cáncer de Mama fue proclamado en octubre de 1985como una colaboración entre la American Cancer Society y la división farmacéutica de Imperial Chemical Industries. Esta iniciativa fue promovida por Betty Ford, sobreviviente de cáncer de mama y ex primera dama de Estados Unidos, quien utilizó su influencia para aumentar la concienciación sobre la enfermedad. El objetivo de la proclamación fue educar a las mujeres sobre el cáncer de mama y las pruebas de detección temprana, promoviendo especialmente las mamografías como una herramienta vital en la lucha contra el cáncer de mama.

## Celebración
Octubre se ha mantenido como el mes dedicado a la concienciación sobre el cáncer de mama desde su inicio. Durante octubre, se llevan a cabo numerosas actividades y eventos, incluyendo marchas y carreras para recaudar fondos, campañas educativas, y eventos de iluminación de edificios con luces rosas. Estas actividades están diseñadas para honrar a los sobrevivientes de cáncer de mama, recordar a quienes han perdido la vida a causa de esta enfermedad, y recaudar fondos para la investigación y otros servicios relacionados.
Esta celebración está estrechamente relacionada con el color rosa, siendo conocida principalmente en el mundo anglosajón como "Pink Month" (Mes rosa). El vínculo entre el color rosa y la concienciación sobre el cáncer de mama comenzó con la Fundación Susan G. Komen, que desde su creación en 1982 utilizó este color para sus campañas y eventos. En 1991, durante la carrera Race for the Cure en Nueva York, se distribuyeron cintas rosas a los participantes y sobrevivientes de cáncer de mama, marcando el primer uso significativo del lazo rosa. La adopción masiva del lazo rosa como símbolo de la lucha contra el cáncer de mama ocurrió en 1992, la empresa de cosméticos Estée Lauder distribuyo 1,5 millones de cintas rosas en sus mostradores de cosméticos durante las actividades asociadas a ese mes de octubre, popularizando el símbolo y convirtiéndolo en un emblema de esperanza y solidaridad en la lucha contra el cáncer de mama.
Existen fuentes que indican que el 19 de octubre es el Día Internacional Contra el Cáncer de Mama o el Día Mundial contra el Cáncer de Mama, e incluso se menciona que la OMS proclamó esta fecha. Sin embargo, no se encuentran referencias directas de la OMS que ratifiquen esta afirmación, aunque sí existen aquellas que reconocen octubre como el Mes de Sensibilización sobre el Cáncer de Mama.